# Vimara
Vimara va ser un religiós del regne de Lleó, bisbe de Tui entre els anys ca. 937 i ca. 948. Apareix per primera vegada esmentat, segons Flórez, en un document de l'any 937, encara en vida d'Hermogi de Tui, on apareix signant com a Vimara Tudensis Eps. En documents posteriors torna a aparèixer, el 941 i el 942, on apareix amb altres bisbes. Hom ha volgut relacionar aquest bisbe amb un altre anomenat Bimarasio, que està enterrat al monestir de Santo Estevo de Ribas de Sil, però Flórez ho descarta per reons etimològiques. Afirma, també, que era nebot de sant Hermogi. Hauria renunciat al càrrec vers l'any 949 i al patronat de l'Església de San Juan de Neba, que la va llegar al seu germà Alfonso. El va succeir en el bisbat Baltario.